# Чайна Дрэгон
«Чайна Дрэгон» — китайский профессиональный хоккейный клуб из города Шанхай. Команда была членом Азиатской хоккейной лиги в 2007—2017 годы. Всегда (за исключением сезона 2008/2009) занимала последнее место в регулярном чемпионате лиги.

## История названий
- до 2007 г.  — «Цицикар»
- 2007—2009 — «Чайна Шаркс»
- 2009—2017 — «Чайна Дрэгон»